# Maria Parr
Maria Parr (ur. 18 stycznia 1981 w Vanylven) – norweska autorka książek dla dzieci i młodzieży. 

## Kariera literacka
Zadebiutowała w 2005 roku książką Gofrowe serce, która była nominowana do Brageprisen, zdobyła Nynorsk barnelitteraturpris i stała się podstawą do serialu Vaffelhjarte (2011). Jej druga książka, Tonja z Glimmerdalen, wydana w 2009 roku zdobyła Brageprisen w kategorii książki dla dzieci i młodzieży i wiele innych nagród. Obie książki zostały przetłumaczone na kilka języków. Zostały one zilustrowane odpowiednio przez Bo Gaustada  i Åshild Irgens. Jej trzecia książka, Keeperen og havet  (2017), jest kontynuacją opowieści o Lenie i Trille/Lars z Gofrowego serca i zdobyła Brageprisen w 2017 roku.
Parr ma tytuł magistra filologii nordyckiej z Uniwersytetu w Bergen i jest nauczycielką w gimnazjum.